# DENND4A
DENND4A‏ (DENN domain containing 4A) هوَ بروتين يُشَفر بواسطة جين DENND4A في الإنسان.